# Paulo Casaca

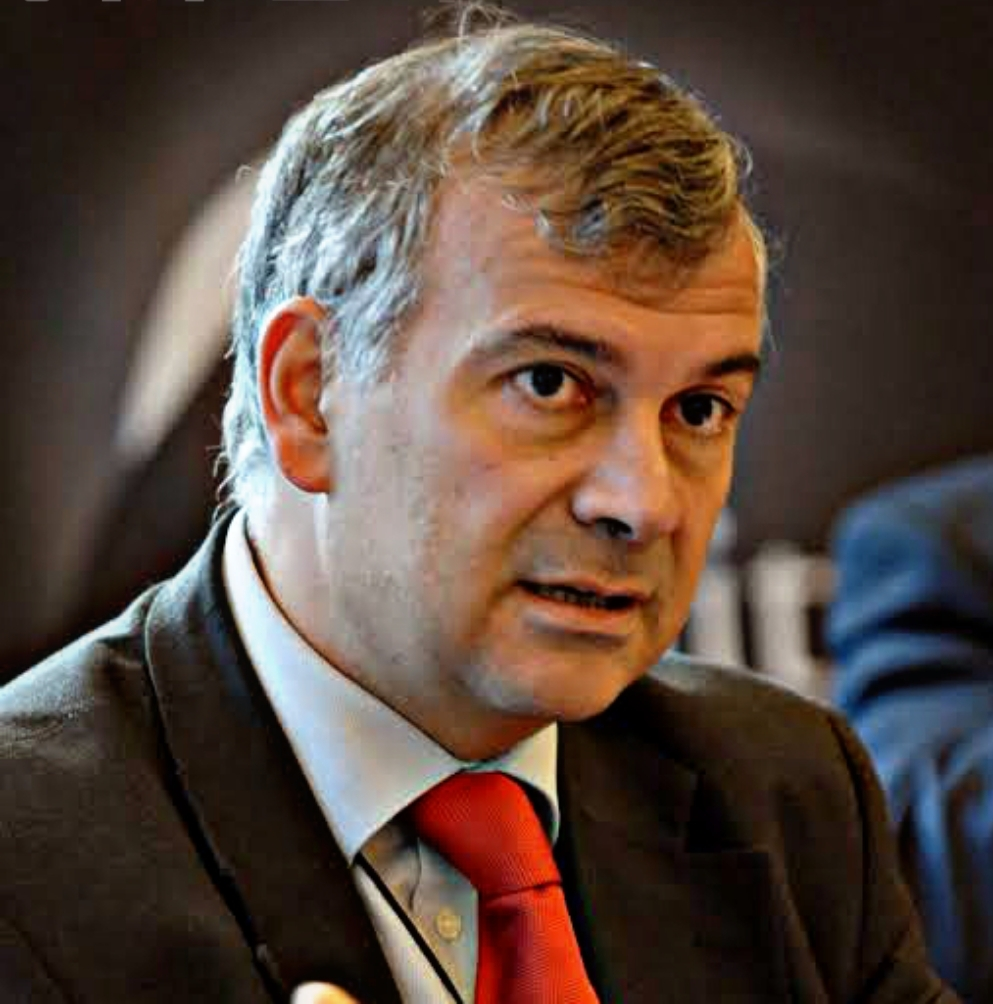
Paulo Casaca

Paulo Casaca (* 2. Juli 1957 in Lissabon) ist ein portugiesischer Politiker und war Mitglied des Europäischen Parlaments für die Sozialistische Partei Portugals (Partido Socialista) sowie von 1999 bis 2009 auch Mitglied der Sozialistischen Fraktion im Europäischen Parlament. Er war ebenfalls Mitglied des Regionalparlaments der Azoren und des portugiesischen Parlaments.
Paulo Casaca ist Gründer und Geschäftsführer des „South Asia Democratic Forum“ sowie Gründer der in Brüssel registrierten internationalen Kooperationsvereinigung ARCHumankind („Alliance to Renew Co-operation among Humankind“), der „Euro Reform Initiative“, des in Brüssel registrierten Beratungsunternehmens für nachhaltige Entwicklung „Less Means More“ und von „Land and Energy Sustainable Systems“. Im ersten Halbjahr 2010 war er Fellow des German Marshall Fund der Vereinigten Staaten. Er war Teamleiter eines vom in den USA ansässigen NGO „Committee to Study the Organization of Peace“ in Auftrag gegebenen Berichts „A Green Ray over Iraq“, der im März den Vereinten Nationen vorgelegt wurde.
Paulo Casaca war zehn Jahre lang Mitglied des Europäischen Parlaments und leitete dort die Delegation für die Beziehungen zur Parlamentarischen Versammlung der NATO. Von 1996 bis 1999 war er Mitglied der Ständigen Vertretung Portugals bei der Europäischen Union, von 1995 bis 1996 Stabschef des Ministers für Raumplanung und öffentliche Arbeiten und von 1989 bis 1990, 1992 und 1994 bis 1995 Wirtschaftsberater der sozialistischen Fraktion im nationalen Parlament.
Vorher war er von 1996 bis 1999 Mitglied der Ständigen Vertretung Portugals bei der Europäischen Union, von 1995 bis 1996 Stabschef des Ministers für Raumplanung und öffentliche Arbeiten, Wirtschaftsberater der sozialistischen Fraktion im nationalen Parlament und Gründer der Sektion von Amnesty International in Ponta Delgada auf den Azoren. Während seiner akademischen Laufbahn hielt Paulo Casaca 1980 Vorlesungen an den Wirtschaftsfakultäten des Lissaboner Instituts für Rechnungswesen und an der Universität der Azoren und wurde anschließend als Professor an die Technische Universität Lissabon berufen.
Er ist Autor mehrerer Bücher und Berichte zu wirtschaftlichen und sozialen Angelegenheiten, Menschenrechten und dem Thema religiöser Fanatismus. Zu seinen Veröffentlichungen gehören Artikel und Kommentare über wirtschaftliche Fragen, Menschenrechte und politische Entwicklungen in Südasien, insbesondere in Bangladesch und Indien.